# Curling-Weltmeisterschaft der Damen 2009
Die Curling-Weltmeisterschaft der Damen 2009 fand vom 21. bis 29. März in Gangneung, Gangwon-do, Südkorea statt. Austragungsstätte war das Gangneung Curling Centre.

## Teilnehmerinnen
| Volksrepublik China | Dänemark | Deutschland |
| --- | --- | --- |
| Harbin CC, Harbin Lead: Zhou Yan Second: Yue Qingshuang Third: Liu Yin Fourth: (S) Wang Bingyu Ersatz: Liu Jinli                                          | Tårnby CC, Tårnby Lead: Camilla Jensen Second: (S) Angelina Jensen Third: Denise Dupont Fourth: Madeleine Dupont Ersatz: Ane Hansen                 | SC Riessersee, Garmisch-Partenkirchen Lead: Stella Heiß Second: Mélanie Robillard Third: Monika Wagner Fourth: (S) Andrea Schöpp Ersatz:           |
| Italien | Kanada | Norwegen |
| New Wave CC, Cortina d’Ampezzo Lead: Violetta Caldart Second: Elettra De Col Third: Giorgia Appolonio Fourth: (S) Diana Gaspari Ersatz: Lucrezia Laurenti | St. Vital CC, Winnipeg Lead: Dawn Askin Second: Jill Officer Third: Cathy Overton-Clapham Fourth: (S) Jennifer Jones Ersatz: Jennifer Clarke-Rouire | Oppdal CK, Oppdal Lead: Ingrid Stensrud Second: Kjersti Husby Third: Anneline Skårsmoen Fourth: (S) Kristin Skaslien Ersatz: Kristin Tøsse Løvseth |
| Russland | Schottland | Schweden |
| Moskvitch CC, Moskau Lead: Jekaterina Galkina Second: Nkeiruka Jesech Third: Olga Scharkowa Fourth: (S) Ludmila Priwiwkowa Ersatz: Margarita Fomina       | Perth CC, Perth Lead: Anne Laird Second: Rachael Simms Third: Karen Addison Fourth: (S) Eve Muirhead Ersatz: Jackie Lockhart                        | Härnösands CK, Härnösand Lead: Margaretha Sigfridsson Second: Cathrine Lindahl Third: Eva Lund Fourth: (S) Anette Norberg Ersatz: Kajsa Bergström  |
| Schweiz | Südkorea | Vereinigte Staaten |
| Davos CC, Davos Lead: Janine Greiner Second: Valeria Spälty Third: Carmen Schäfer Fourth: (S) Mirjam Ott Ersatz: Carmen Küng                              | Gyeonggi-do CC, Gyeonggi-do Lead: Lee Hyun-jung Second: Lee Seul-bee Third: Shin Mi-sung Fourth: (S) Kim Mi-yeon Ersatz: Kim Ji-Sun                 | Madison CC, Madison Lead: Natalie Nicholson Second: Nicole Joraanstad Third: Allison Pottinger Fourth: (S) Debbie McCormick Ersatz: Tracy Sachtjen |

(S) = Skip

## Round Robin
Alle Anstoßzeiten in Ortszeit (MEZ +8 Stunden)
| Platz | Team                | Spiele | Siege | Ndlg. |
| ----- | ------------------- | ------ | ----- | ----- |
| 1.    | Volksrepublik China | 11     | 10    | 1     |
| 2.    | Dänemark            | 11     | 9     | 2     |
| 3.    | Kanada              | 11     | 9     | 2     |
| 4.    | Schweden            | 11     | 7     | 4     |
| 5.    | Schweiz             | 11     | 6     | 5     |
| 6.    | Deutschland         | 11     | 6     | 5     |
| 7.    | Russland            | 11     | 5     | 6     |
| 8.    | Schottland          | 11     | 5     | 6     |
| 9.    | Vereinigte Staaten  | 11     | 4     | 7     |
| 10.   | Südkorea            | 11     | 3     | 8     |
| 11.   | Norwegen            | 11     | 1     | 10    |
| 12.   | Italien             | 11     | 1     | 10    |

| Datum    | Zeit  | Begegnung              | Resultat |
| -------- | ----- | ---------------------- | -------- |
| 21. März | 15:00 | Norwegen – Dänemark    | 2:10     |
|          |       | Italien – Schweden     | 2:7      |
|          |       | Südkorea – Schottland  | 3:6      |
|          |       | Schweiz – Deutschland  | 7:5      |
|          | 20:00 | Schottland – Italien   | 11:2     |
|          |       | Kanada – China         | 11:5     |
|          |       | Russland – USA         | 7:5      |
|          |       | Südkorea – Schweden    | 8:10     |
| 22. März | 10:00 | Deutschland – Norwegen | 5:3      |
|          |       | Schweiz – Dänemark     | 8:9      |
|          | 15:00 | China – Russland       | 9:3      |
|          |       | Schweden – Schottland  | 8:5      |
|          |       | Italien – Südkorea     | 4:6      |
|          |       | Kanada – USA           | 10:3     |
|          | 20:00 | Dänemark – Deutschland | 7:6      |
|          |       | Russland – Kanada      | 5:8      |
|          |       | USA – China            | 4:8      |
|          |       | Norwegen – Schweiz     | 6:8      |
| 23. März | 10:00 | Schweiz – Südkorea     | 7:6      |
|          |       | Deutschland – Italien  | 8:1      |
|          |       | Norwegen – Schottland  | 7:8      |
|          |       | Dänemark – Schweden    | 7:6      |
|          | 15:00 | Italien – USA          | 9:5      |
|          |       | Südkorea – China       | 6:7      |
|          |       | Schweden – Russland    | 7:3      |
|          |       | Schottland – Kanada    | 3:9      |
|          | 20:00 | Kanada – Norwegen      | 8:5      |
|          |       | Russland – Dänemark    | 4:7      |
|          |       | China – Schweiz        | 8:7      |
|          |       | USA – Deutschland      | 7:6      |
| 24. März | 10:00 | China – Dänemark       | 8:5      |
|          |       | USA – Norwegen         | 12:7     |
|          |       | Kanada – Deutschland   | 8:7      |
|          |       | Russland – Schweiz     | 4:8      |

| Datum    | Zeit  | Begegnung                | Resultat |
| -------- | ----- | ------------------------ | -------- |
| 24. März | 15:00 | Deutschland – Schweden   | 10:1     |
|          |       | Schweiz – Schottland     | 5:7      |
|          |       | Dänemark – Italien       | 7:4      |
|          |       | Norwegen – Südkorea      | 8:9      |
|          | 20:00 | Schottland – Russland    | 4:6      |
|          |       | Südkorea – USA           | 2:9      |
|          |       | Schweden – Kanada        | 7:4      |
|          |       | Italien – China          | 3:9      |
| 25. März | 10:00 | Südkorea – Kanada        | 6:7      |
|          |       | Italien – Russland       | 6:7      |
|          |       | Schottland – China       | 3:4      |
|          |       | Schweden – USA           | 5:10     |
|          | 15:00 | USA – Schweiz            | 2:8      |
|          |       | China – Deutschland      | 8:2      |
|          |       | Russland – Norwegen      | 7:2      |
|          |       | Kanada – Dänemark        | 5:7      |
|          | 20:00 | Norwegen – Italien       | 8:6      |
|          |       | Dänemark – Südkorea      | 4:7      |
|          |       | Schweiz – Schweden       | 6:8      |
|          |       | Deutschland – Schottland | 7:6      |
| 26. März | 10:00 | Schweden – China         | 7:9      |
|          |       | Schottland – USA         | 7:6      |
|          |       | Italien – Kanada         | 5:9      |
|          |       | Südkorea – Russland      | 8:10     |
|          | 15:00 | Dänemark – Schottland    | 6:2      |
|          |       | Norwegen – Schweden      | 2:11     |
|          |       | Deutschland – Südkorea   | 9:6      |
|          |       | Schweiz – Italien        | 8:5      |
|          | 20:00 | Russland – Deutschland   | 6:8      |
|          |       | Kanada – Schweiz         | 10:7     |
|          |       | USA – Dänemark           | 3:9      |
|          |       | China – Norwegen         | 7:2      |

## Playoffs
|  | Page-Playoffs | Page-Playoffs       | Page-Playoffs |   |          | Halbfinale | Halbfinale | Halbfinale |          |   | Finale              | Finale | Finale |
|  |               |                     |               |   |          |            |            |            |          |   |                     |        |        |
|  | 1             | Volksrepublik China | 6             |   |          |            |            |            |          |   |                     |        |        |
|  | 2             | Dänemark            | 3             |   |          |            |            |            |          | 1 | Volksrepublik China | 8      |        |
|  | 2             | Dänemark            | 3             | 2 | Dänemark | 6          |            |            |          | 1 | Volksrepublik China | 8      |        |
|  |               |                     |               | 2 | Dänemark | 6          |            | 4          | Schweden | 6 |                     |        |        |
|  |               | 4                   | Schweden      | 7 |          |            |            | 4          | Schweden | 6 |                     |        |        |
|  | 3             | 4                   | Schweden      | 7 | Kanada   | 4          |            |            |          |   |                     |        |        |
|  | 3             |                     |               |   | Kanada   | 4          |            |            |          |   |                     |        |        |
|  | 4             | Schweden            | 5             |   |          |            |            |            |          |   |                     |        |        |

Erster gegen Zweiter: 27. März, 20:00
| Team                |  | 1 | 2 | 3 | 4 | 5 | 6 | 7 | 8 | 9 | 10 | Gesamt |
| ------------------- |  | - | - | - | - | - | - | - | - | - | -- | ------ |
| Volksrepublik China |  | 1 | 0 | 0 | 1 | 0 | 0 | 3 | 0 | 0 | 1  | 6      |
| Dänemark            |  | 0 | 0 | 1 | 0 | 1 | 0 | 0 | 0 | 1 | 0  | 3      |

Dritter gegen Vierter: 28. März, 14:00
| Team     |  | 1 | 2 | 3 | 4 | 5 | 6 | 7 | 8 | 9 | 10 | 11 | Gesamt |
| -------- |  | - | - | - | - | - | - | - | - | - | -- | -- | ------ |
| Kanada   |  | 0 | 1 | 0 | 0 | 1 | 0 | 1 | 0 | 0 | 1  | 0  | 4      |
| Schweden |  | 0 | 0 | 0 | 0 | 0 | 1 | 0 | 1 | 2 | 0  | 1  | 5      |

Halbfinale: 28. März, 19:00
| Team     |  | 1 | 2 | 3 | 4 | 5 | 6 | 7 | 8 | 9 | 10 | Gesamt |
| -------- |  | - | - | - | - | - | - | - | - | - | -- | ------ |
| Schweden |  | 0 | 2 | 2 | 0 | 0 | 0 | 2 | 0 | 0 | 1  | 7      |
| Dänemark |  | 1 | 0 | 0 | 2 | 1 | 0 | 0 | 2 | 0 | 0  | 6      |

Spiel um Platz drei: 29. März, 10:00
| Team     |  | 1 | 2 | 3 | 4 | 5 | 6 | 7 | 8 | 9 | 10 | Gesamt |
| -------- |  | - | - | - | - | - | - | - | - | - | -- | ------ |
| Dänemark |  | 1 | 0 | 1 | 0 | 3 | 0 | 1 | 0 | 0 | 1  | 7      |
| Kanada   |  | 0 | 1 | 0 | 1 | 0 | 1 | 0 | 2 | 1 | 0  | 6      |

Finale: 29. März, 15:00
| Team                |  | 1 | 2 | 3 | 4 | 5 | 6 | 7 | 8 | 9 | 10 | Gesamt |
| ------------------- |  | - | - | - | - | - | - | - | - | - | -- | ------ |
| Volksrepublik China |  | 1 | 0 | 0 | 2 | 0 | 2 | 0 | 2 | 0 | 1  | 8      |
| Schweden            |  | 0 | 1 | 0 | 0 | 1 | 0 | 2 | 0 | 2 | 0  | 6      |

## Endstand
| Platz | Land                |
| ----- | ------------------- |
| 1     | Volksrepublik China |
| 2     | Schweden            |
| 3     | Dänemark            |
| 4     | Kanada              |
| 5     | Schweiz             |
| 6     | Deutschland         |
| 7     | Russland            |
| 8     | Schottland          |
| 9     | Vereinigte Staaten  |
| 10    | Südkorea            |
| 11    | Norwegen            |
| 12    | Italien             |